# Никол Кидман
Никол Мери Кидман (на английски: Nicole Mary Kidman) е австралийска и американска актриса. Носителка на награди „Оскар“, БАФТА, „Сатурн“, „Сребърна мечка“ и трикратна носителка на награда „Златен глобус“.

## Биография

### Ранно детство и образование
Кидман е родена на 20 юни 1967 г. в Хонолулу на Хавайските острови, дъщеря е на Джанет Ан Мак Нийл Кидман и д-р Антъни Дейвид Кидман. Баща ѝ е биохимик и клиничен психолог в Лейн Коув, Сидни и автор, който е участвал активно в работническото движение. Майка ѝ е била инструктор на медицински сестри и редактор на книгите на своя съпруг. Когато Никол се ражда, баща ѝ е научен сътрудник в Националния институт за умствено здраве във Вашингтон. Семейството се завръща в Австралия, когато Кидман е 4-годишна. Тя започва да взема уроци по балет, когато е на три години, по-късно учи в Младежкия театър на Сейнт Мартин, Австралийския театър за младежи и в театъра Филип Стрийт. Бащата на Никол карал нея и сестра ѝ да правят лицеви опори и да изпълняват упражнение, известно като палячо. Никол е една от най-великите актриси в историята на киното.
Започва актьорската си кариера в Австралия през 1983 г. През 1990 прави дебюта си в Холивуд в „Дни на Грохот“, където се запознава с бъдещия си съпруг Том Круз. Впоследствие двамата играят и в „Далече, далече“ (1992). Следва сватба между двамата. В следващите години Никол Кидман участва в редица успешни продукции „Батман завинаги“ (1995), „Миротворецът“ (1997), „Приложна магия“ (1998) и „Широко затворени очи“ (1999), с Том Круз – последният им филм заедно. След 10-годишен брак те се развеждат.

### Пеене
Неизвестна преди филма Мулен Руж като певица, Кидман прави няколко много добри вокални изпълнения там. В сътрудничеството си с Юън Макгрегър над песента „Come What May“ от саундтрака на филма, тя дебютира на 27-о място в британските класации за сингли. По-късно си сътрудничи с Роби Уилямс в песента „Somethin' Stupid“. Песента достига 8-о място в австралийската ARIAnet класация за сингли, и е номер 1 в продължение на 3 седмици във Великобритания. Това е британския коледен сингъл номер 1 за 2001.
През 2006 г. участва с гласа си в анимационния филм Happy Feet, като озвучава героинята Норма Джийн и изпълнява вокала на песента Heart Song, малко променена версия на Kiss на Принс.

## Филмография

### Кино
| Година | Филм                                     | Оригинално заглавие             | Роля                   | Бележки |
| ------ | ---------------------------------------- | ------------------------------- | ---------------------- | --- |
| 1983   | Бандата БМХ                              | BMX Bandits                     | Джуди                  | |
| 1983   |                                          | Bush Christmas                  | Хелън                  | |
| 1985   |                                          | Wills & Burke                   | Джулия Матюс           | |
| 1986   |                                          | Windrider                       | Джейд                  | |
| 1987   |                                          | Watch the Shadows Dance         | Ейми Гейбриъл          | |
| 1987   |                                          | The Bit Part                    | Мери Макалистър        | |
| 1988   | Смарагдовият град                        | Emerald City                    | Хелън                  | |
| 1989   | Смъртоносна тишина                       | Dead Calm                       | Ри Инграм              | - номинация – Сатурн за най-добра актриса |
| 1990   | Дни на грохот                            | Days of Thunder                 | доктор Клеър Люики     | |
| 1991   | Флирт                                    | Flirting                        | Никола                 | |
| 1991   | Били Батгейт                             | Billy Bathgate                  | Дрю Престън            | - номинация – Златен глобус за най-добра поддържаща актриса |
| 1992   | Далече, далече                           | Far and Away                    | Шанън Кристи           | |
| 1993   | Зла умисъл                               | Malice                          | Трейси Кенсингър       | |
| 1993   | Моят живот                               | My Life                         | Гейл Джоунс            | |
| 1995   | Да умреш за...                           | To Die For                      | Сюзън Стоун Марето     | - Златен глобус за най-добра актриса в мюзикъл или комедия - Емпайър за най-добра актриса - номинация – Оскар за най-добра женска роля - номинация – Награда на БАФТА за най-добра актриса в главна роля - номинация – Сатурн за най-добра актриса                         |
| 1995   | Батман завинаги                          | Batman Forever                  | доктор Чейс Меридиан   | |
| 1996   | Портрет на една дама                     | The Portrait of a Lady          | Изабел Арчър           | |
| 1997   | Миротворецът                             | The Peacemaker                  | доктор Джулия Кели     | |
| 1998   | Приложна магия                           | Practical Magic                 | Джилиан Оуенс          | |
| 1999   | Широко затворени очи                     | Eyes Wide Shut                  | Алис Хартфорд          | - номинация – Емпайър за най-добра актриса - номинация – Сателит за най-добра актриса в драматичен филм |
| 2001   | Мулен Руж                                | Moulin Rouge!                   | Сатин                  | - Златен глобус за най-добра актриса в мюзикъл или комедия - Сателит за най-добра актриса в мюзикъл или комедия - Емпайър за най-добра актриса - номинация – Оскар за най-добра женска роля                                                                                |
| 2001   | Другите                                  | The Others                      | Грейс Стюарт           | - Сатурн за най-добра актриса - номинация – Награда на БАФТА за най-добра актриса в главна роля - номинация – Златен глобус за най-добра актриса в драматичен филм - номинация – Сателит за най-добра актриса в драматичен филм - номинация – Емпайър за най-добра актриса |
| 2001   | От Русия с любов                         | Birthday Girl                   | София/Надя             | |
| 2002   | Часовете                                 | The Hours                       | Вирджиния Улф          | - Оскар за най-добра женска роля. - Награда на БАФТА за най-добра актриса в главна роля - Златен глобус за най-добра актриса в драматичен филм - номинация – Сателит за най-добра актриса в драматичен филм                                                                |
| 2003   | Догвил                                   | Dogville                        | Грейс Маргарет Мълиган | |
| 2003   | Скрити белези                            | The Human Stain                 | Фауния Фарли           | |
| 2003   | Студена планина                          | Cold Mountain                   | Ейда Монро             | - номинация – Златен глобус за най-добра актриса в драматичен филм - номинация – Емпайър за най-добра актриса |
| 2004   | Степфордски съпруги                      | The Stepford Wives              | Джоана Ебърхарт        | |
| 2004   | Прераждане                               | Birth                           | Ана                    | - номинация – Златен глобус за най-добра актриса в драматичен филм - номинация – Сатурн за най-добра актриса |
| 2005   | Преводачката                             | The Interpreter                 | Силия Брум             | |
| 2005   | Омагьосване                              | Bewitched                       | Изабел Бигълоу/Саманта | - Златна малинка за най-лоша екранна двойка (с Уил Фаръл) |
| 2006   | Козина                                   | Fur                             | Даян Арбус             | |
| 2006   | Весели крачета                           | Happy Feet                      | Норма Джийн (глас)     | анимационен филм |
| 2006   |                                          | God Grew Tired of Us            | (разказвач)            | документален филм |
| 2007   | Нашествие                                | The Invasion                    | доктор Карол Бенел     | |
| 2007   | Марго на сватбата                        | Margot at the Wedding           | Марго                  | - номинация – Сателит за най-добра актриса в мюзикъл или комедия |
| 2007   | Златният компас                          | The Golden Compass              | Мариса Колтър          | |
| 2008   | Австралия                                | Australia                       | Сара Ашли              | |
| 2009   | Девет                                    | Nine                            | Клаудия Дженсън        | |
| 2010   | Заешка дупка                             | Rabbit Hole                     | Бека Корбет            | също продуцент - номинация – Оскар за най-добра женска роля. - номинация – Златен глобус за най-добра актриса в драматичен филм - номинация – Сателит за най-добра актриса в драматичен филм                                                                               |
| 2011   | Жена назаем                              | Just Go with It                 | Девлин Адамс           | |
| 2011   | Монте Карло                              | Monte Carlo                     |                        | продуцент |
| 2011   | Мръсна игра                              | Trespass                        | Сара                   | |
| 2012   | Вестникарчето                            | The Paperboy                    | Шарлът Блес            | - номинация – Златен глобус за най-добра поддържаща актриса - номинация – Сатурн за най-добра актриса в поддържаща роля |
| 2013   | Изгубена невинност                       | Stoker                          | Евелин Стокър          | - номинация – Сатурн за най-добра актриса в поддържаща роля |
| 2013   | Затворник на миналото                    | The Railway Man                 | Патриша Уолъс          | |
| 2014   | Принцесата на Монако                     | Grace of Monaco                 | Грейс Кели             | |
| 2014   | Преди да заспя                           | Before I Go to Sleep            | Кристин Лукас          | |
| 2014   | Падингтън                                | Paddington                      | Милисънт               | |
| 2015   |                                          | Queen of the Desert             | Гертруд Бел            | |
| 2015   | Земя на странници                        | Strangerland                    | Катрин Паркър          | |
| 2015   |                                          | The Family Fang                 | Ани Фанг               | продуцент |
| 2015   | Тайната е в техните очи                  | Secret in Their Eyes            | Клеър                  | |
| 2016   | Гений                                    | Genius                          | Алайн Бърнстайн        | |
| 2016   | Лъв                                      | Lion                            | Сю Бриърли             | |
| 2017   | Как да разговаряме с момичета на партита | How to Talk to Girls at Parties | Кралица Бодисеа        | |
| 2017   | Убийството на свещения елен              | The Killing of a Sacred Deer    | Анна Мърфи             | |
| 2017   | Измамените                               | The Beguilded                   | Марта Фарнсуорт        | |
| 2017   | Недосегаемите                            | The Upside                      | Ивон Пендълтън         | |
| 2017   |                                          | Great Performers: Horror Show   | Обладаната             | |
| 2018   | Време за възмездие                       | Destroyer                       | Ерин Бел               | |
| 2018   | Заличено момче                           | Boy Erased                      | Нанси Имънс            | |
| 2018   | Аквамен                                  | Aquaman                         | Кралица Атлана         | |
| 2019   | Щиглецът                                 | The Goldfinch                   | Саманта Барбър         | |
| 2019   | Бомба със закъснител                     | Bombshell                       | Гретчен Карлсон        | |
| 2020   | Балът                                    | The Prom                        | Анджи Дикинсън         | |
| 2021   | Да бъдеш Рикардо                         | Being the Ricardos              | Лусил Бал              | |
| 2022   | Викингът                                 | The Northman                    | Кралица Гудрън         | |
| 2023   | Аквамен и изгубеното кралство            | Aquaman and the Lost Kingdom    | Кралица Атлана         | |
| 2024   | Семейна афера                            | A Family Affair                 | Брук Харуд             | |
| 2024   |                                          | Babygirl                        | Роми Матис             | |
| 2024   |                                          | Spellbound                      | Кралица Елсмер         | |

### Телевизия
| Година | Филм                       | Оригинално заглавие     | Роля            | Бележки |
| ------ | -------------------------- | ----------------------- | --------------- | --- |
| 1983   |                            | Chase Through the Night | Петра           | телевизионен филм |
| 1983   |                            | Skin Deep               | Шийна Хендерсън | телевизионен филм |
| 1984   | Матю и сина му             | Matthew and Son         | Бриджит Елиът   | телевизионен филм |
| 1984   |                            | A Country Practice      | Симон Дженкинс  | телевизионен сериал, 2 епизода |
| 1985   | Победители                 | Winners                 | Карол Триг      | телевизионен сериал, 1 епизод |
| 1985   |                            | Five Mile Creek         | Ани             | телевизионен сериал, 12 епизода |
| 1985   |                            | Archer                  | Катрин          | телевизионен филм |
| 1987   |                            | Room to Move            | Карол Триг      | телевизионен филм |
| 1987   |                            | Un'australiana a Roma   | Джил            | телевизионен филм |
| 1987   | Виетнам (минисериал)       | Vietnam                 | Меган Годард    | телевизионен минисериал |
| 1989   | Банкок Хилтън (минисериал) | Bangkok Hilton          | Катрина Стантън | телевизионен минисериал |
| 2012   | Хемингуей и Гелхорн        | Hemingway & Gellhorn    | Марта Гелхорн   | телевизионен филм - номинация – Златен глобус за най-добра актриса в минисериал или телевизионен филм - номинация – Сателит за най-добра актриса в минисериал или телевизионен филм - номинация – Еми за най-добра актриса в минисериал или телевизионен филм                        |
| 2017   | Върхът на езерото          | Top of the Lake         | Джулия          | телевизионен сериал |
| 2017   | Големите малки лъжи        | Big Little Lies         | Селест Райт     | телевизионен сериал - Златен глобус за най-добра актриса в минисериал или телевизионен филм - Еми за най-добра актриса в минисериал или филм - Златно дерби за най-добра актриса в минисериал или филм - номинация – Сателит за най-добра актриса в минисериал или телевизионен филм |

## Дискография
- Come What May – сингъл (дует с Юън Макгрегър – 2001)
- Somethin' Stupid – сингъл (дует с Роби Уилямс – 2001)